# José Pablo Leyva
José Pablo Leyva Urdaneta, (Bogotá, 26 de enero de 1911-Útica, 7 de agosto de 1962) fue un médico colombiano cirujano de tórax, rector designado en varias oportunidades de la Universidad Nacional de Colombia, director de la Campaña Antituberculosa y Antimalárica de Colombia. Hermano de Jorge Leyva Urdaneta, ministro de obras y de guerra del gobierno de Laureano Gómez.

## Biografía
José Pablo nació en una casa ubicada en la calle 3ª con carrera 8ª del barrio Las Cruces. Fue el segundo hijo de cuatro que engendraron sus padres Lisandro Leyva y Elvira Urdaneta.
Hizo sus estudios elementales en el Colegio de San Bartolomé, en donde se le conoció como un estudiante dedicado y deportista apasionado. Y para los de bachillerato ingresaría después al Colegio de la Salle en Bogotá. La muerte de Lisandro llevó a Elvira a abrir una pensión que fue de muy buen recibo por parte de los congresistas y políticos que venían de fuera de Bogotá.
El éxito del negocio le permitió a Elvira enviar a sus hijos varones a culminar sus estudios secundarios al colegio de los Hermanos Cristianos en Momigny, Bélgica, de ahí su dominio del francés, lo mismo que del inglés que pudo perfeccionar durante su estadía de un año en Londres después de graduarse como bachiller.
Para ese entonces, su madre se había trasladado a Barranquilla en donde fundó el Hotel Regina. Por eso, al regreso de Europa, José Pablo llega a esta ciudad en donde se vincula como empleado de la Sociedad Colomboalemana de Transportes Aéreos (SCADTA), la antecesora de Avianca.
Pasado un tiempo se vende el hotel en Barranquilla y la familia regresa a la capital en donde se reabre la pensión. Por su parte, José Pablo, quien tiene la determinación de ser médico, se presenta e ingresa a la Escuela Nacional de Medicina, que dependía de la Universidad Nacional de Colombia. Por aquel entonces, la Escuela se encontraba en un edificio sobre la Plaza de Los Mártires, en la calle 10.ª con avenida Caracas, en donde hoy en día se alberga el Batallón Guardia Presidencial. De esa edificación se conserva una buena parte que sobrevivió a las demoliciones necesarias para la ampliación de la avenida Caracas, obra que coincidió con el traslado de la Escuela al Campus de la Universidad Nacional. La influencia francesa era notoria en la época de los estudios de José Pablo. Una, en particular, que dejaría la huella, fue la de André Latarjet quien había visitado la Universidad en 1931 y recomendó el establecimiento de la cátedra de Tisiología, precursora de las de cirugía del tórax y neumología en las que tanto tendría que ver Leyva.
Durante sus últimos años como estudiante y con algunos de sus compañeros, estableció un centro de practicantes en el cual prestaban sus servicios como médicos domiciliarios. El centro que estuvo ubicado en la calle 17 con carrera 7ª, no tuvo larga vida. Su siguiente paso en su formación profesional fue su vinculación al Instituto Carlos Finlay, centro de investigaciones epidemiológicas auspiciado por la Fundación Rockefeller, cuyas instalaciones se encontraban en la calle 52 arriba de la carrera 13. Allí le propusieron financiarle su tesis de grado bajo la condición de continuar sus trabajos en la institución, especialmente los relacionados con la investigación sobre la fiebre amarilla. Esto último lo llevó a recorrer el país para profundizar en el conocimiento de la enfermedad y de este trabajo surgió su tesis de grado de la cual fue presidente el doctor Jorge Bejarano. En 1941 fue publicada con el título de “Fiebre Amarilla”, y luego utilizada como documento de gobierno para manejar el problema de la enfermedad.
El 15 de febrero de 1941 contrajo matrimonio con Lucia Franco Uribe, con quien al poco tiempo viajaría a los Estados Unidos para realizar estudios de postgrado en Neumología y Cirugía de Tórax en la Universidad de Chicago, Illinois. Allí permaneció como becario de la Oficina Sanitaria Panamericana durante dos años. En 1942, estando allá, nació el primero de los siete hijos que tendría la pareja.

### Trayectoria profesional
En 1943 después de haber recibido su título de postgrado, y de haber recibido múltiples ofertas de trabajo como cirujano para los heridos en combate durante la Segunda Guerra Mundial, que por ese entonces sacudía al mundo, regresa a Bogotá con su esposa y su hijo y abre su consultorio privado. Con la especialización, fruto de los estudios realizados, se convierte en el primer cirujano de tórax del país.
Pasado un tiempo y con un grupo de colegas entre los que se cuentan Hernando Anzola, Arturo Aparicio y Luís Guillermo Forero, abren el primer centro médico de Bogotá con el cual se crea un servicio novedoso. De una parte se cuenta con varios consultorios en donde se ofrece una variedad de especializaciones médicas. Y de otra, se introduce un nuevo concepto profesional, que es el de las especializaciones de postgrado realizadas en el exterior. Con anterioridad a esto, la formación de los especialistas se limitaba a la recibida dentro de los internados pues no se disponía de estos niveles de educación. Habría que esperar hasta 1956 para contar con el primer programa de postgrado en Anestesiología que se abriría en la Universidad del Valle.
En esa misma época también tuvo vinculaciones con la recordada Clínica de Pompilio Martínez que estaba situada en la carrera 15 con calle 15, en donde realizó innumerables cirugías. En 1947 fue nombrado Director de la Campaña Antituberculosa y Antimalárica por el doctor Jorge Bejarano, posteriormente se aprobó un proyecto de ley redactado por él para erradicar la tuberculosis con una demanda presupuestal de 5 millones de pesos con el fin de mejorar drásticamente la infraestructura sanitaria. La Fundación Rockefeller de nuevo le apadrinó el proyecto. Al ser fundado el Ministerio de Higiene, Leyva creó la División de Tuberculosis, y fundó un dispensario en Honda (Tolima), el cual era el mayor foco de contaminación del país, creando también la Sociedad Colombiana de Tuberculosos. La campaña tuvo su sede en el hospital de Santa Clara, institución de la cual fue director en dos oportunidades y en donde, por esa época, se desempeñaba como profesor de tisiología y cirugía de tórax y jefe del departamento quirúrgico. Desde este hospital, que al comienzo manejaba con exclusividad la tuberculosis, impulsó y consolidó el hospital de San Pablo de Cartagena, el de Santa Sofía en Manizales, y otros en Medellín y Bucaramanga. Parte de sus hallazgos y experiencias de esta parte de su vida se encuentran en su libro “Preguntas y respuestas sobre Tuberculosis Pulmonar” publicado en 1954.
Fue en el hospital de Santa Clara donde hace una contribución importante a la historia de la cirugía colombiana al realizar la primera neumonectomía de que se tenga registro en nuestro país. En este mismo ambiente, su vocación docente lo llevó a entrenar en cirugía endoscópica y acompañado por el doctor Gustavo Gómez Hurtado, a un grupo selecto de cirujanos. De otra parte, su ánimo y el interés por la investigación que lo distinguió desde los comienzos de su formación lo motivaron para importar monos (Macacus Rhessus) desde África, con estos monos realizó trasplante pulmonar entre ellos para posteriormente hacerlo en humanos. Las condiciones y limitaciones materiales de la época no le permitieron alcanzar sus metas. Pero sus esfuerzos fueron pioneros en este campo que se haría realidad con la primera cirugía de este tipo hasta 1997.

### Docente y promotor
Sus capacidades como docente, como organizador, promotor y catalizador de nuevos intereses y de nuevas corrientes, lo llevaron a intervenir en múltiples actividades. Se vinculó como profesor de las universidades Nacional, Javeriana y La Salle en Bogotá, en las que se consagró como maestro de importantes médicos. Asistió a incontable número de congresos en Colombia y el exterior y fue, además, uno de los fundadores de la Sociedad Colombiana de Cirugía Torácica y Cardiovascular.
Posteriormente apoyó a la institución “Camitas Blancas” que había sido fundada por Lorenza Villegas con el fin de ayudar a los niños con madres tuberculosas. Coincide este momento con el llamado que se le hace a colaborar en la organización del hospital San Carlos que había sido destinado por su benefactor a enfermos tuberculosos y que es el mismo que todavía permanece en su sede de la carrera 13 con calle 28 sur. Para esta misión, viajó a varios centros especializados en Estados Unidos y Canadá de donde regresó con ideas y aportes.
Fue fundador de la Escuela de Enfermeras, hoy facultad de Enfermería de la Universidad Nacional, esfuerzo que fue acompañado con la consolidación de las residencias femeninas de la misma universidad.
Ayudó a la organización del Museo de Ciencias Naturales de la Universidad de La Salle, desaparecido tristemente en un incendio durante "El Bogotazo". Como director del Instituto de Ciencias Naturales de la Universidad Nacional, cargo para el que fue nombrado en 1958, logró conseguir los fondos para terminar y dotar su sede. Desde esta posición organizó la enseñanza botánica y zoológica, y concretó e inició el desarrollo de las carreras de Geología y Agronomía.
Durante su permanencia en este Instituto facilitó, impulsó y asistió a destacadas expediciones a diversas regiones del país: la Serranía de la Macarena, el Macizo Colombiano, la Serranía del Perijá, la Sierra Nevada de Santa Marta, el Chocó y el Amazonas, entre otros. De estas expediciones se obtuvieron importantes colecciones y se logró publicar una gran cantidad de material científico sobre las mencionadas regiones, muchas de las cuales se exploraban por primera vez. Como reconocimiento a sus contribuciones en estas empresas, una de las muestras botánicas descubiertas en la expedición a la Sierra de la Macarena, lleva su apellido cuyo nombre científico es “leyvus”.
En el campo de la difusión científica, fue editor de “Caldasia” —revista científica del Instituto—, que fue fundada en el año de 1940 por Armando Dugand naturalista barranquillero, publicación que continua, también de “Mutisia” —Acta Botánica Colombiana la cual se publicaron 75 números hasta 1995 y de “Lozanía”  —Acta Zoológica Colombiana, de la cual se publicaron 68 números hasta el año de 1996.
Su gran capacidad de trabajo le permitió compartir esa labor docente y administrativa con la consulta de neumología y la cirugía de tórax. Uno de sus aportes al mejoramiento de la calidad del tratamiento antimicrobiano consistió en la introducción de la penicilina, medicamento que traía de Chicago y que lo convirtió en el pionero de su utilización en Colombia.
Posteriormente, y bajo su dirección, el Herbario Nacional Colombiano se enriqueció notablemente y se dio inicio a la publicación del “Catalogo de la Flora de Cundinamarca”. Para tal fin se hicieron extensas herborizaciones en el departamento insistiendo en el rescate de las viejas rutas de la Real Expedición Botánica para el Nuevo Reino de Granada.
Sus gestiones permitieron que la Gobernación de Cundinamarca le cediera a la Universidad Nacional un terreno en Útica, con el fin de realizar allí prácticas agropecuarias. Durante sus últimos años se destacó como directivo de la Universidad Nacional, fue miembro del consejo superior de la misma y estuvo encargado de la rectoría en dos oportunidades.

## Muerte
El 7 de agosto de 1962, día que se posesionaba Guillermo León Valencia como presidente de la república cuando se encontraba en Útica, murió ahogado en una piscina.

## Familia
Con una familia de siete hijos y doce nietos solo uno sigue sus pasos por la medicina, Sebastián León Leyva, médico, Universidad de la Sabana, 2008.